# Antígua e Barbuda nos Jogos Olímpicos de Verão de 1996
Antígua e Barbuda participou dos Jogos Olímpicos de Verão de 1996 em Atlanta, Estados Unidos. A delegação foi composta por 13 desportistas.

## Desempenho

### Atletismo
Masculino
| Atleta                                                      | Evento              | Eliminatórias | Eliminatórias | Semifinais  | Semifinais  | Final       | Final       |
| Atleta                                                      | Evento              | Res.          | Pos.          | Res.        | Pos.        | Res.        | Pos.        |
| ----------------------------------------------------------- | ------------------- | ------------- | ------------- | ----------- | ----------- | ----------- | ----------- |
| N'Kosie Barnes Michael Terry Mitchell Browne Howard Lindsay | Revezamento 4x400 m | 3:09.46       | 6º/bat. 2     | Não avançou | Não avançou | Não avançou | Não avançou |

Feminino
| Atleta                                                     | Evento              | Eliminatórias | Eliminatórias | Quartas-de-final | Quartas-de-final | Semifinais  | Semifinais  | Final       | Final       |
| Atleta                                                     | Evento              | Res.          | Pos.          | Res.             | Pos.             | Res.        | Pos.        | Res.        | Pos.        |
| ---------------------------------------------------------- | ------------------- | ------------- | ------------- | ---------------- | ---------------- | ----------- | ----------- | ----------- | ----------- |
| Heather Samuel                                             | 100 m               | 11.44         | 5º/bat. 3     | 11.60            | 7º/bat. 1        | Não avançou | Não avançou | Não avançou | Não avançou |
| Heather Samuel                                             | 200 m               | 23.34         | 4º/bat. 4     | 23.54            | 8º/bat. 3        | Não avançou | Não avançou | Não avançou | Não avançou |
| Sonia Williams Dine Potter Charmaine Thomas Heather Samuel | Revezamento 4x100 m | DNF           | DNF           |                  |                  |             |             | Não avançou | Não avançou |
| Sonia Williams Dine Potter Charmaine Thomas Heather Samuel | Revezamento 4x400 m | 3:44.98       | 6º/bat. 1     |                  |                  |             |             | Não avançou | Não avançou |

### Canoagem
Masculino
| Atleta                     | Evento     | Eliminatórias | Eliminatórias | Semifinais  | Semifinais  | Final       | Final       |
| Atleta                     | Evento     | Res.          | Pos.          | Res.        | Pos.        | Res.        | Pos.        |
| -------------------------- | ---------- | ------------- | ------------- | ----------- | ----------- | ----------- | ----------- |
| Pieter Lehrer Jacob Lehrer | C-2 1000 m | 5:20.421      | 9º/bat. 1     | Não avançou | Não avançou | Não avançou | Não avançou |

Feminino
| Atleta       | Evento    | Eliminatórias | Eliminatórias | Repescagem  | Repescagem  | Semifinais  | Semifinais  | Final       | Final       |
| Atleta       | Evento    | Res.          | Pos.          | Res.        | Pos.        | Res.        | Pos.        | Res.        | Pos.        |
| ------------ | --------- | ------------- | ------------- | ----------- | ----------- | ----------- | ----------- | ----------- | ----------- |
| Heidi Lehrer | K-1 500 m | 3:00.672      | 8º/bat. 2     | Não avançou | Não avançou | Não avançou | Não avançou | Não avançou | Não avançou |

### Ciclismo Mountain Bike
| Atleta         | Evento    | Final | Final |
| Atleta         | Evento    | Tempo | Pos.  |
| -------------- | --------- | ----- | ----- |
| Rory Gonsalves | Masculino | DNF   | DNF   |

### Vela
| Atleta     | Prova | Regata | Regata | Regata | Regata | Regata | Regata | Regata | Regata | Regata | Regata | Regata | Pts. | Pos. |
| Atleta     | Prova | 1      | 2      | 3      | 4      | 5      | 6      | 7      | 8      | 9      | 10     | 11     | Pts. | Pos. |
| ---------- | ----- | ------ | ------ | ------ | ------ | ------ | ------ | ------ | ------ | ------ | ------ | ------ | ---- | ---- |
| Karl James | Laser | 45     | 35     | 39     | 35     | 39     | DNF    | 34     | 45     | 49     | 40     | 28     | 446  | 43º  |

Legenda
| Recorde mundial      | Recorde mundial (World record)               |                       | Recorde africano                      | Recorde africano (African) |                                           | Q | Classificado por posição (Qualified) |
| Recorde olímpico     | Recorde olímpico (Olympic record)            | Recorde da América    | Recorde da América (Americas)         | q                          | Classificado por melhor tempo (Qualified) |   |                                      |
| Melhor marca do ano  | Melhor marca do ano (World leading)          | Recorde asiático      | Recorde asiático (Asian)              | DNS                        | Não largou (Did not start)                |   |                                      |
| Recorde nacional     | Recorde nacional (National record)           | Recorde europeu       | Recorde europeu (European)            | DNF                        | Não terminou (Did not finish)             |   |                                      |
| Recorde pessoal      | Recorde pessoal do atleta (Personal best)    | Recorde da Oceania    | Recorde da Oceania (Oceania)          | DSQ / DQ                   | Desclassificado (Disqualified)            |   |                                      |
| Recorde da temporada | Recorde da temporada do atleta (Season best) | Recorde sul-americano | Recorde sul-americano (South America) | NM                         | Sem marca (No mark)                       |   |                                      |

| M   | Regata da Medalha da qual só participam os dez primeiros colocados das regatas anteriores  |  |  | CAN | Regata cancelada |
| BFD | Desclassificado por bandeira preta (Black Flag Disqualified)                               |  |  |     |                  |
| UFD | Desclassificado por bandeira "U" (U Flag Disqualified)                                     |  |  |     |                  |
| OCS | Largada queimada (On the Course Side of the starting line)                                 |  |  |     |                  |
| DNE | Desclassificação sem eliminação (infração a um item do regulamento da prova – Did Not End) |  |  |     |                  |